# Като теб няма втори
Като теб няма втори (на испански: Como tú no hay 2) е мексиканска теленовела, продуцирана от W Studios в сътрудничество с Lemon Studios за Телевиса през 2020 г. Версията, написана от Химена Суарес, е базирана на чилийската теленовела Amores de mercado, създадена от Фернандо Арагон и Арналдо Мадрид.
В главните роли са Адриан Урибе, Клаудия Мартин и Естефания Инохоса, а в отрицателните – Фердинандо Валенсия, Айлин Мухика и Серхио Рейносо. Специално участие вземат Асела Робинсън, Херардо Мургия, Мария Фернанда Гарсия, Алехандро Авила и Летисия Уихара.

## Сюжет
Антонио Кортес и Рикардо Рейес Алонсо са двама мъже, които живеят в различни социално-икономически светове. Антонио, когото всички наричат Тоньо, е беден човек, който живее в скромен квартал в град Мексико с майка си Лус Мария и сестра си Рената, докато баща му Феликс, който е крадец, се намира в затвора. Тоньо работи в квартална закусвалня, а неговият характер е весел и забавен.
Рикардо е богат, който живее в луксозно имение в богата част на града, и е новият президент на успешната инвестиционна компания „Рейес Алонсо“. Характерът му е студен и сериозен. И двамата обаче имат нещо общо – физически са напълно еднакви, те са близнаци, които още от раждането си са разделени от баща си и живеят противоположни животи.
Един ден двамата се озовават в историческия център на мексиканската столица. Рикардо претърпява пътно произшествие, след като вижда Тоньо, който от своя страна става свидетел на инцидента. Това кара двамата братя да разменят животите си. Тоньо доброволно узурпира мястото на Рикардо, а Рикардо заради получената амнезия заема мястото на Тоньо.
В живота на близнаците присъстват две жени. Тоньо се запознава с Наталия, красива жена, която работи в компанията, е годеница на Рикардо. Двамата са щели да се оженят в деня на инцидента. От пръв поглед Тоньо се влюбва в нея, което го кара да се представя за Рикардо. Рикардо се запознава с Фабиана, скромна млада жена, която работи като рецепционистка в таксиметрова компания. Тя живее с майка си Амелия, участничка в секта, брат си Адан и баща си Едгар, които имат сергия за пилета. Семейството на Фабиана са съседи на Кортес. Фабиана винаги е била влюбена в Тоньо, но той не я забелязвал, докато Рикардо (новият Антонио) не се появява в живота ѝ.
И двамата близнаци, разменили живота си, попадат в заплетени и забавни ситуации, чиято цел и на двамата е да разберат истината за раздялата си.

## Актьори
- Адриан Урибе – Антонио Кортес Молина / Рикардо Рейес Алонсо
- Клаудия Мартин – Наталия Лира
- Естефания Инохоса – Фабиана Ороско Кампос
- Айлин Мухика – Ориана Хасо
- Асела Робинсън – Лус Мария Молина де Кортес
- Майра Рохас – Дора Санчес
- Фердинандо Валенсия – Дамян Фуентес Хасо
- Хуан Пабло Хил – Адан Ороско Кампос
- Херардо Мургия – Клаудио Рейес Алонсо
- Габриела Карийо – Ивет Алтамира
- Лорена Граниевич – Рената Кортес
- Карлос Саид – Луис Рамирес
- Рамиро Томасини
- Мария Фернанда Гарсия – Амелия Кампос
- Алехандро Авила – Херман Муньос
- Хосе Карлос Фемат – Даниел Силва
- Мария де ла Фуенте – Шарлот Бургос
- Летисия Уихара
- Серхио Рейносо – Феликс Кортес
- Джесика Диас – Тина Ребойедо
- Хуанита Ариас – Валерия Фуентес Хасо

## Премиера
Премиерата на Като теб няма втори е на 24 февруари 2020 г. по Las Estrellas. Последният 85 епизод е излъчен на 5 юни 2020 г.

## Продукция
На 22 септември 2019 г., преди да започнат записите на теленовелата, е обявено, че Адриан Урибе ще изпълнява главната роля, партнирайки си с Клаудия Мартин и Фердинандо Валенсия, които са сред първите потвърдени актьори. На 26 септември 2019 г. започват записите на продукцията и тогава са обявени част от другите актьори – Айлин Мухика, Лорена Граниевич, Габриела Карийо, Карлос Саид, Рамиро Томасини и други.
Като теб няма втори е нова адаптация на чилийската теленовела Amores de mercado, създадена от Фернандо Арагон и Арналдо Мадрид. Тази версия, написана от Химена Суарес, е първата комедийна теленовела, копродуцирана от W Studios и Lemon Studios.
В края на януари 2020 г. теленовелата е представена заедно с други нови и актуални заглавия на Телевиса. Официалното представяне на теленовелата пред медиите е на 20 февруари 2020 г. Записите на продукцията приключват на 18 март 2020 г. заради пандемията от COVID-19 в Мексико.

## Прием

### Публика
| Година | Излъчване              | Брой епизоди | Премиера         | Премиера         | Финал      | Финал            |
| Година | Излъчване              | Брой епизоди | Дата             | Зрители (в млн.) | Дата       | Зрители (в млн.) |
| ------ | ---------------------- | ------------ | ---------------- | ---------------- | ---------- | ---------------- |
| 2020   | понеделник-петък 20:30 | 75           | 24 февруари 2020 | 4.1              | 5 юни 2020 | 4.1              |

### Критика
Специализираният сайт lahoradelanovela.com дава оценка 7/10, аргументирайки се: „В епизодите на тази история няма нищо, което да я спаси от безнадеждната ѝ съдба. Липсва преосмисляне или адаптиране към XXI век.“
Критикът Алваро Куева пише в мексиканския вестник Milenio: „Не ми харесва Като теб няма втори, новата продукция по Las Estellas. Защо? Защото не е нито теленовела, нито е в стила на Телевиса.“